# Bee Nguyen

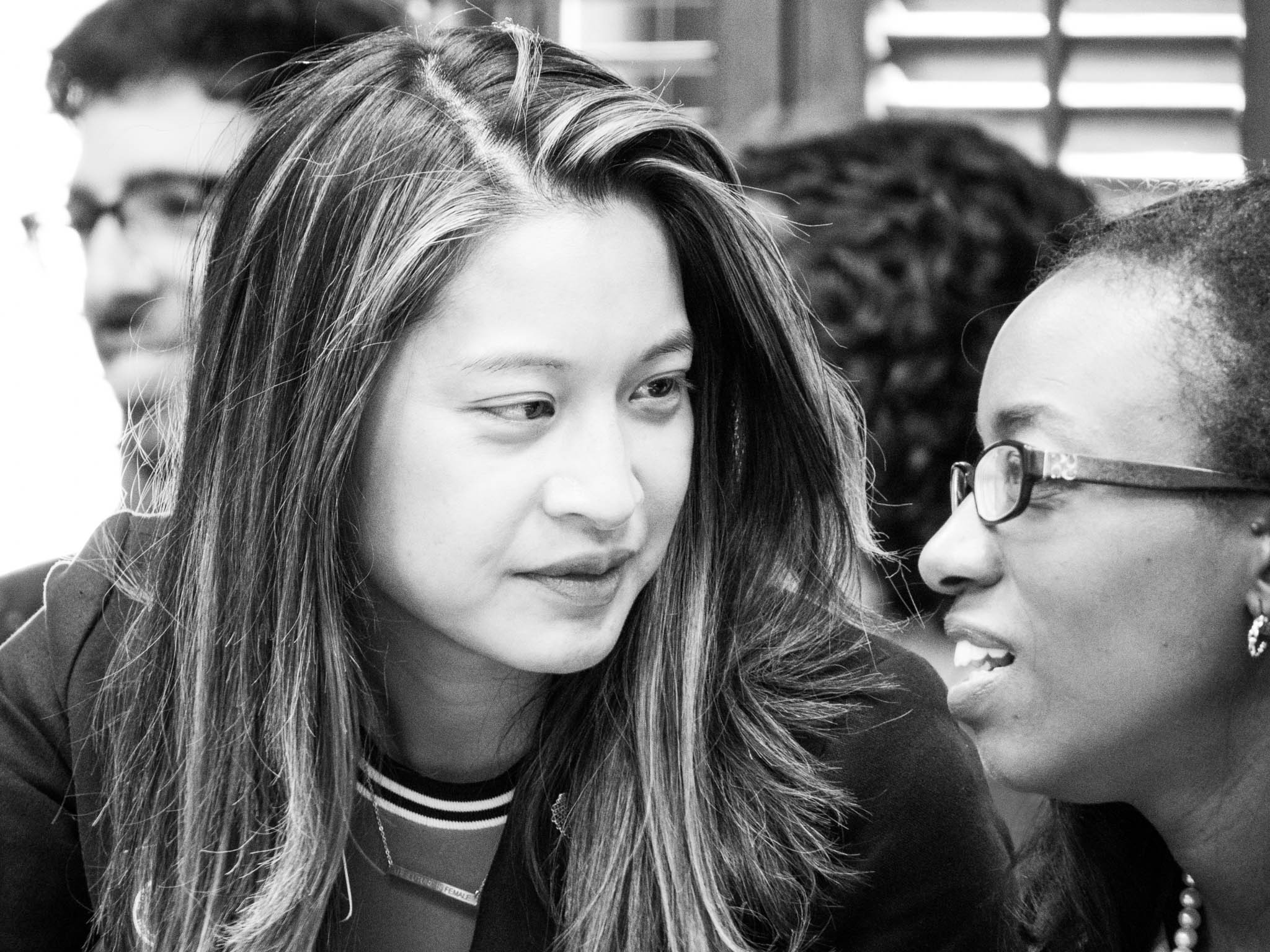
Bee Nguyen (2019)

Bee Nguyen (* 1981 in Ames, Iowa) ist Abgeordnete der Demokratischen Partei im Repräsentantenhaus von Georgia aus Atlanta. Sie wurde bei einer Sonderwahl im Dezember 2017 zur Nachfolgerin von Stacey Abrams gewählt, die im August 2017 zurückgetreten war. Nguyen ist die erste vietnamesisch-amerikanische Frau, die die Wahl ins Repräsentantenhaus von Georgia gewonnen hat, und die erste asiatisch-amerikanische demokratische Frau, die ein staatliches Amt in Georgia bekleidet.

## Leben
Nguyen wurde in Iowa geboren und wuchs in Augusta (Georgia) auf. Sie besuchte die Georgia State University, bevor sie 1999 nach Atlanta zog. Vor ihrer Abgeordnetentätigkeit war Nguyen Geschäftsführerin der von ihr gegründeten Non-Profit-Organisation Athena Warehouse, einem Programm zur Bildung und Stärkung von Mädchen in unterversorgten Gemeinden. Derzeit ist sie National Policy Advisor für New American Leaders. Im Juni 2020 gewann sie die Nominierung der Demokraten für die Wiederwahl mit großem Vorsprung. In der Hauptwahl trat sie ohne Gegenkandidaten an.
2022 nominierte die Demokratische Partei Nguyen als Herausforderin des republikanischen Secretary of State Brad Raffensperger.